# Roger Ward
Roger Ward est un acteur australien, qui a contribué à populariser le cinéma et la télévision australiens.

## Jeunesse
Ward est né à Adélaïde, en Australie-Méridionale.

## Carrière
Ward a commencé sa carrière à un âge précoce avec des rôles sur scène et à la radio. À la fin de son adolescence, il s'est rendu à Tahiti pour commencer à écrire ce qui est devenu le roman et le film controversé The Set. Le film a été produit en 1970 et le roman n'a été publié qu'en 2011. Malgré son succès en tant qu'écrivain, il fut scénariste pour Homicide, adapta son roman Reflex dans le film Brothers (en) et écrivit d'autres documentaires et spéciaux. Ward a joué dans plus de quinze cents émissions de télévision et plus de cinquante films aux côtés de ses collègues acteurs Marlon Brando, Trevor Howard, Richard Harris, Barry Sullivan, Robert Lansing, Ryan O'Neal, Richard Benjamin, Tom Selleck, Paula Prentiss, Peter Graves, Alan Rickman, Steve Railsback, Olivia Hussey et Laura San Giacomo. Dans Mad Max, il a incarné le mémorable "Fifi", le capitaine de police chauve, L'Homme de Hong Kong l'avait comme le flic australien maladroit, l'inspecteur Bob Taylor. Dans Stone, il était le motard pervers comique, "Hooks". Les Traqués de l'an 2000 l'a vu dans le rôle de « Ritter » le garde de l'enfer et dans Mr Quigley l'Australien, il a incarné Brophy, l'un des gangs de hors-la-loi. Il était un flic à cheval irlandais dans The Irishman (en) et un pirate dansant et chantant dans The Pirate Movie. Il a joué le personnage récurrent "Weppo"  le ramasseur de déchets rock and roll dans Number 96 et un boxeur dans Garçons de la brousse et The Sullivans. À l'aise sur scène, à la télévision ou au cinéma, Ward est l'un des rares acteurs à combler le fossé avec la renaissance indie du millénaire. Il a, au cours de cette période, joué dans Long Weekend, Bad Behavior, Elimination Game, Death's Waiting Room, Choir Girl, Debt Collector, Devils Detour, Boar et Faceless Man. Il poursuivra la tendance avec d'autres travaux en 2019.

## Filmographie
- Nude Odyssey (1961) : Beachcomber (non crédité)
- Les Révoltés du Bounty (Mutiny on the Bounty) (1962) : rôle mineur (non crédité)
- Skippy le kangourou (Skippy the Bush Kangaroo) (Tread Lightly) (1968, série télévisée) : Carver
- You Can't See 'round Corners (1969) : Punter (non crédité)
- It Takes All Kinds (1969) : Bodyguard
- The Set (1970) : Dancer at party
- Squeeze a Flower (1970) : Bosun
- Adam's Woman (1970) : Flogger (non crédité)
- Dalmas (1973) : policier
- Moving On (1974) : Stock Agent
- Tie jin gang da po zi yang guan (1974) : Motorcycle Thug (non crédité)
- Stone (1974) : Hooks
- L'Homme de Hong Kong (The Man from Hong Kong) (1975) : Bob Taylor
- Mad Dog Morgan (1976) : Trooper
- Deathcheaters (1976) : 1st Police Sergeant
- No Room to Run (1977, TV Movie) : Delivery Man
- High Rolling (1977) : Lol
- Cop Shop (en) (1977, série télévisée) : Bailey
- The Irishman (1977) : Kevin Quilty
- Chopper Squad (1978, série télévisée) : Security Guard
- Doctor Down Under (1979, série télévisée) : Mr. Phillips
- Mad Max (1979) : capitaine Fifi Macaffee
- Touch and Go (1980) : Wrestler
- Réaction en chaîne (The Chain Reaction) (1980) : Moose
- Young Ramsay (série télévisée, 1980) : Phil Angel
- I Can Jump Puddles (1981, série télévisée) : Peter McLeod
- The Squad (1981, téléfilm)
- Bellamy (série télévisée) (1981) : Rafe
- Lady Stay Dead (en) (1981) : officier Clyde Collings
- Les Traqués de l'an 2000 (Turkey Shoot) (1982) : Chief Guard Ritter
- Sara Dane (1982, téléfilm) : Johnny Pigman
- The Pirate Movie (1982) : Pirate
- Brothers (1982) : Cameraman One
- Special Squad (1984, TV Series)
- Winners (1985, série télévisée) : Fergus
- Shout! The Story of Johnny O'Keefe (1985, téléfilm) : sergent de police
- A Fortunate Life (1986, TV Mini-Series) as Martin
- L'Autobus volant du professeur Poopsnagle (Professor Poopsnagle's Steam Zeppelin) (1986, série télévisée)
- Poor Man's Orange (1987, TV Mini-Series) : Mr. Kilroy
- Sands of the Bedouin (1988, TV Movie)
- Mission impossible, 20 ans après (Mission: Impossible) (1988, série télévisée) : Wilson
- Einstein junior (Young Einstein) (1988) : Cat Pie Cook
- Barracuda (1988, téléfilm) : Bill 'The Dentist'
- À cœur ouvert (A Country Practice) (1988-1993, série télévisée) : Pat O' Connor / inspecteur Poulos / Stan Plummer
- Mr Quigley l'Australien (Quigley Down Under) (1990) : Brophy
- Fatal Bond (1991) : détective Greaves
- Pirates Island (1991, téléfilm) : Slavemaster
- Rough Diamonds (1995) : Merv Drysdale
- Big Sky (1997, TV Series) : Barney
- Brigade des mers (Water Rats) (1997, série télévisée) : Jim Lockwood
- The Gift (1997, Short) : Removalist #1
- Halloween d'enfer (When Good Ghouls Go Bad) (2001, téléfilm) : Cheesy le Clown
- Long Weekend (2008) : Truckie
- Bad Behaviour (2010) : Voyte
- The Mighty Hand of God (2010, Short) : Him
- Turkey Shoot (2014) : The Dictator
- Observance (2015) : Conspirator
- Death's Waiting Room (2016) : Bertie
- The Debt Collector (2016) : Jimmy O'Hare
- Boar (2017) : Blue
- Are You Scared Yet? (2018) : Gentleman Caller
- The Faceless Man (2018) : King Dougie
- Thariode: The Lost City (TBA) [3],[4]

## Distinctions
Ward a remporté le prix du meilleur acteur dans un second rôle au Melbourne Underground Film Festival pour son rôle dans Bad Behavior.